# Нокаут

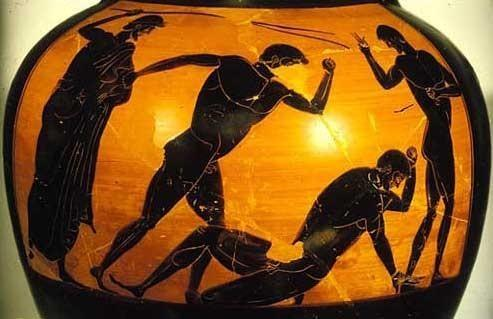
Кулачные бойцы. Рисунок на древнегреческой амфоре, ориентировочно 490 год до н. э.

Нока́ут (англ. knockout) — один из возможных исходов поединка в спортивных единоборствах. Заключается в том, что один из соперников получает удар, после которого он объективно не в состоянии продолжать бой после счёта от 1 до 10. Термин применяется и в других видах спорта, при этом счёт может вестись не обязательно до десяти, а определяться правилами данного вида спорта, регламентом соревнований или решением рефери (в последнем случае, если боксёр успел подняться на ноги, но не успел поднять руки к подбородку или не смог внятно и членораздельно ответить на контрольный вопрос рефери, пошатывался или неуверенно стоял на ногах, либо повторно несколько раз упал, пытаясь подняться, зафиксированный нокаут считается техническим до тех пор, пока он не будет подтверждён боковыми судьями по итогам боя; если же ход боя контролирует не рефери, а судья на ринге, то зафиксированный им нокаут является безоговорочным и оспариванию не подлежит).

## Клиническая картина
Патогенез

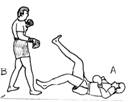
Биомеханика процесса (упрощённо)

С медицинской точки зрения, нокаут — это состояние боксёра, характеризующееся головокружением, частичной или полной потерей ориентации, а иногда и сознания, возникшее в результате тупой механической травмы головы, либо внутренних органов туловища (чаще всего печени и селезёнки, а также диафрагмы и дыхательных мышц в результате удара в область солнечного сплетения), реже отмечается так называемое «сотрясение сердца» в результате удара в область сердца или в результате удара в боковую сторону шеи, в область каротидных синусов («каротидный нокаут»).
Причины
В качестве причин нокаута после удара в голову выделяют:
- сотрясение вестибулярного аппарата, приводящее к внезапной потере мышечного тонуса.
- сотрясение головного мозга, вызывающее внезапное падение кровяного давления.

Последствия
В качестве последствий нокаута после травмы головы иногда отмечается ретро- или антероградная амнезия.
Технический нокаут — остановка боя рефери, врачом, секундантом боксёра или самим боксёром. Происходит из-за травмы, рассечения или какого-либо другого обстоятельства, мешающего продолжению боя одним из боксёров. Боксёр, получивший технический нокаут, признаётся проигравшим бой. В некоторых единоборствах, например, в европейской версии тайского бокса, используется правило трёх нокдаунов, когда боец, трижды оказавшийся на полу из-за полученных ударов, считается побеждённым техническим нокаутом.
Умение нокаутировать противника зависит от множества вещей:
- точности удара,
- неожиданности его нанесения,
- правильно распределённого (требуется согласованная работа мышц) по времени вложения в удар массы тела: желательны высокие физические характеристики: скорость, ускорение, импульс, краткость времени процесса и т. п., в частности — мышечная масса,
- а также косвенным условиям, например, устойчивости к удару у противника.

Умение нокаутировать складывается из трёх составляющих: генетической, технической и силовой. Если генетику преодолеть на данный момент невозможно, то развить технику и силу можно на боксёрских тренировках. По различным экспертным оценкам удары мастеров спорта в 4—5 раз сильнее, чем удары новичков в боксе.

## Галерея

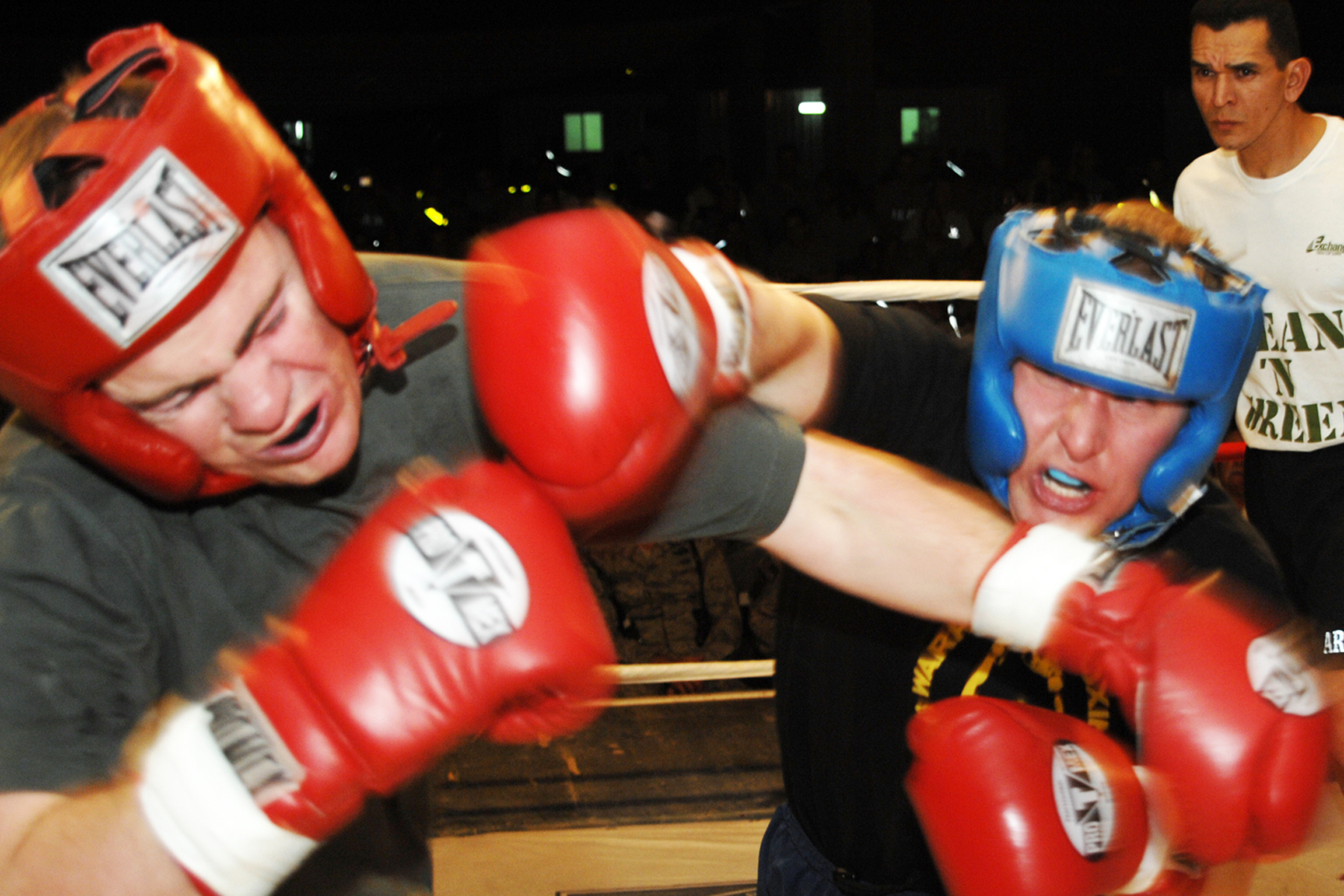
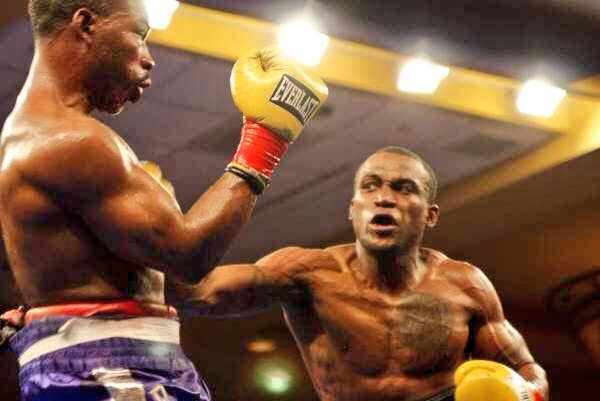
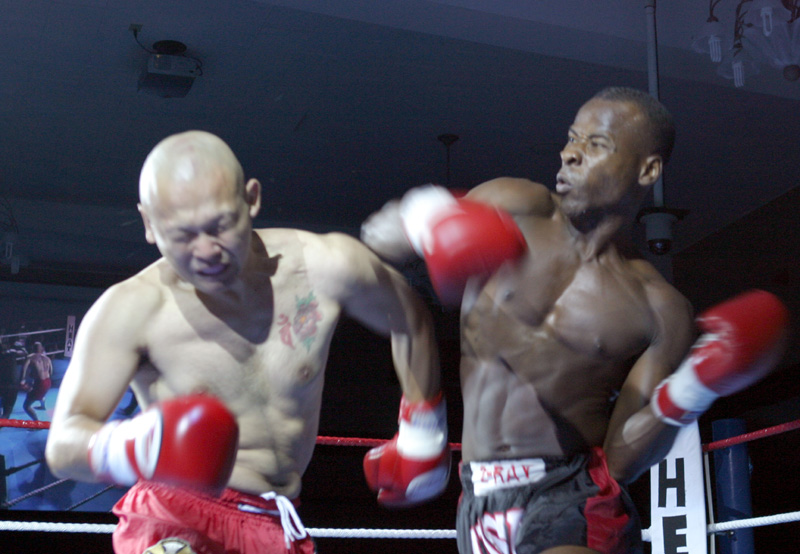
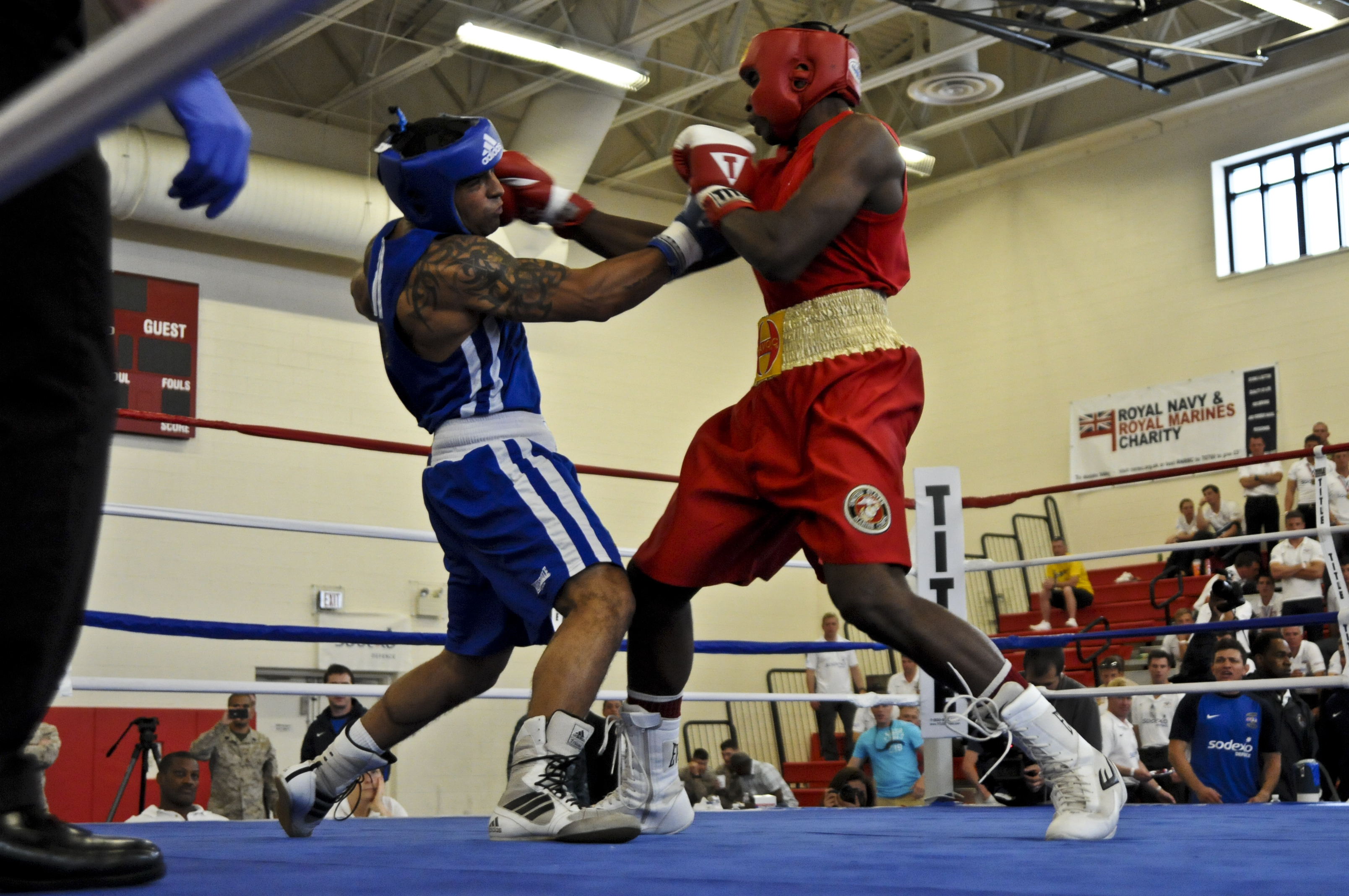
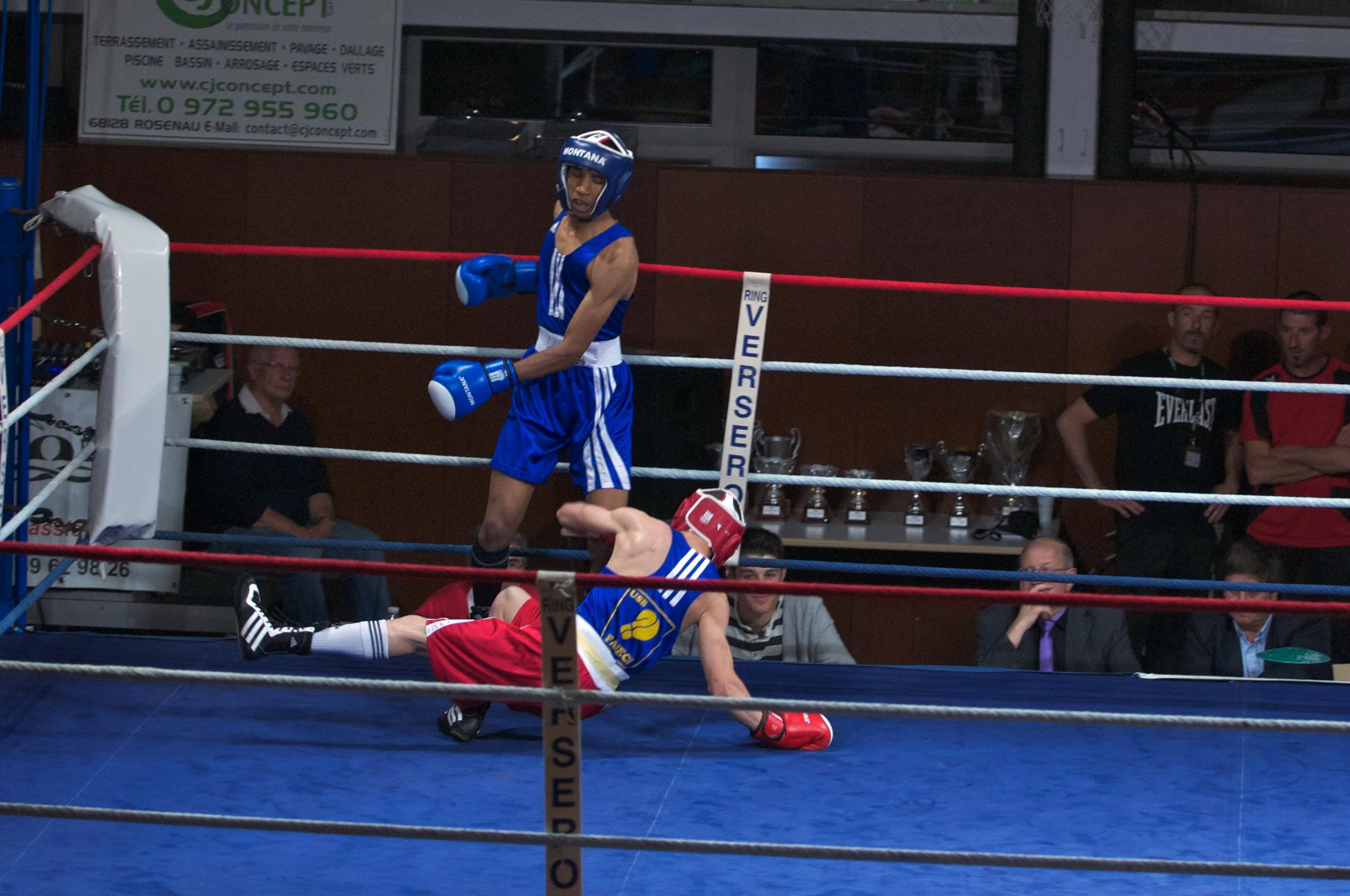
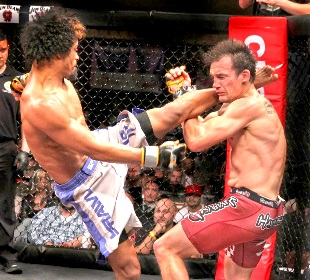
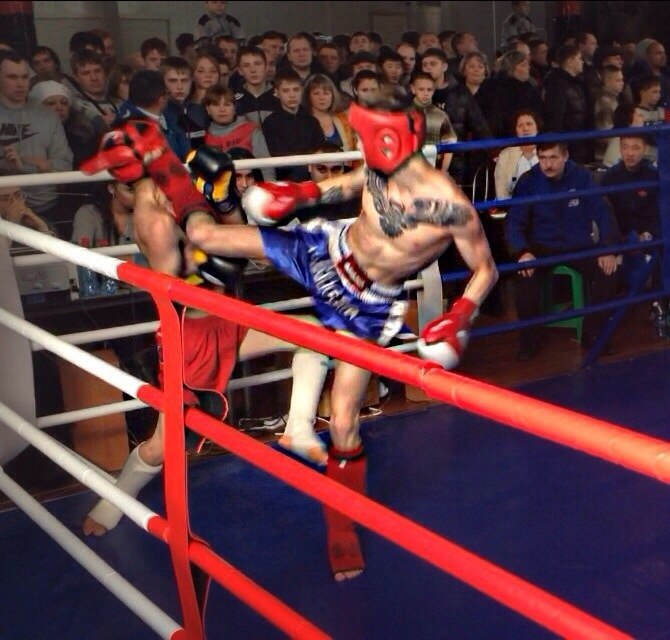

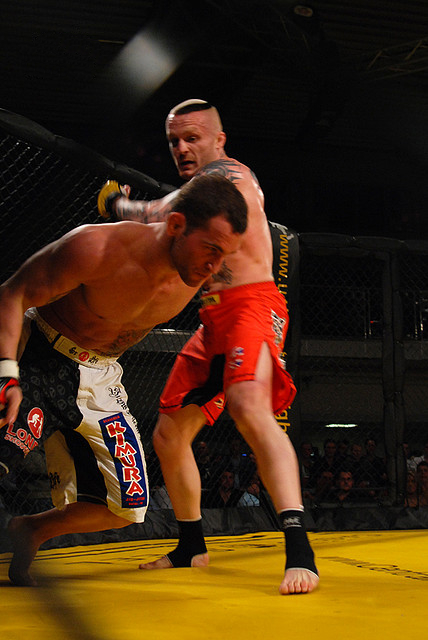
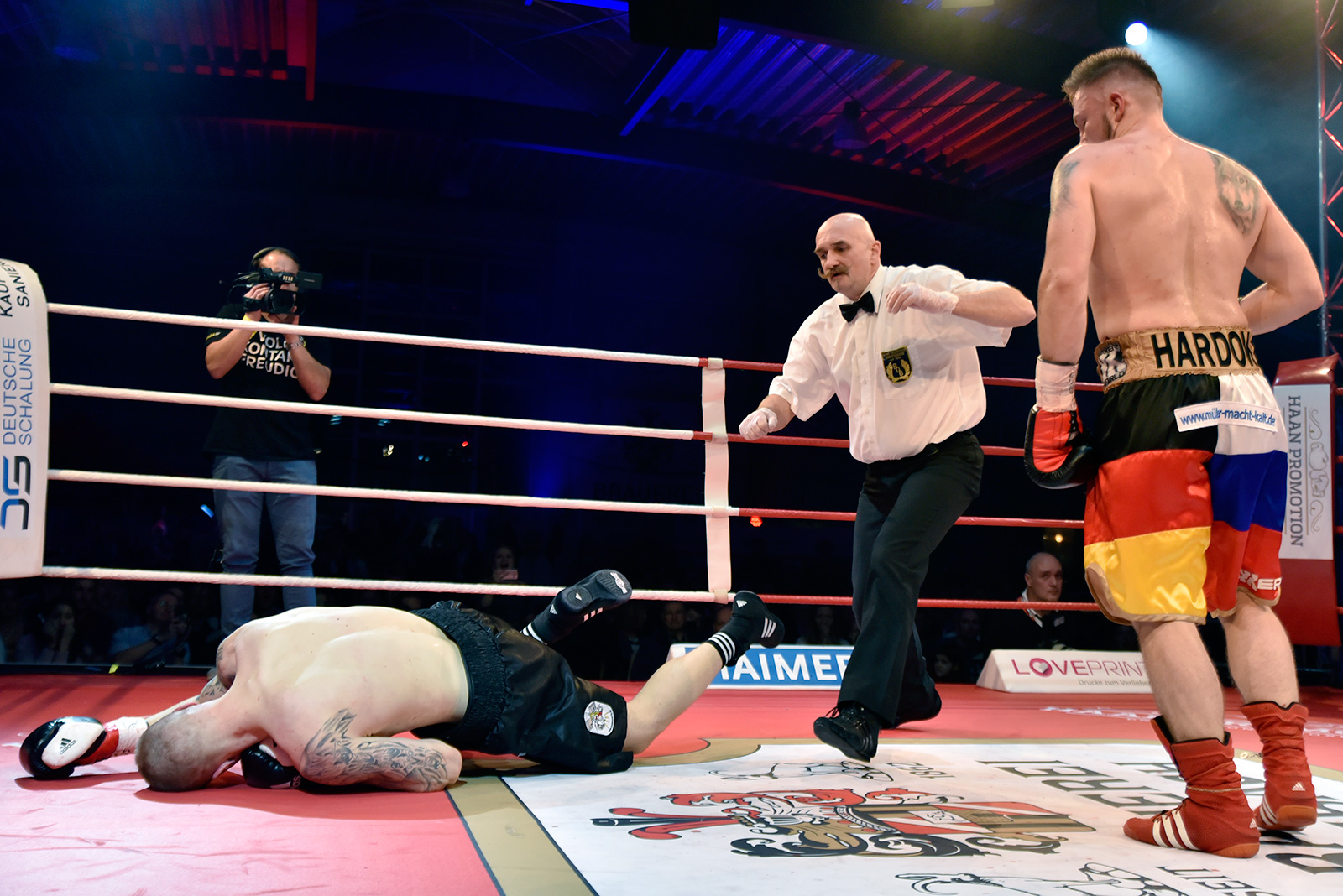
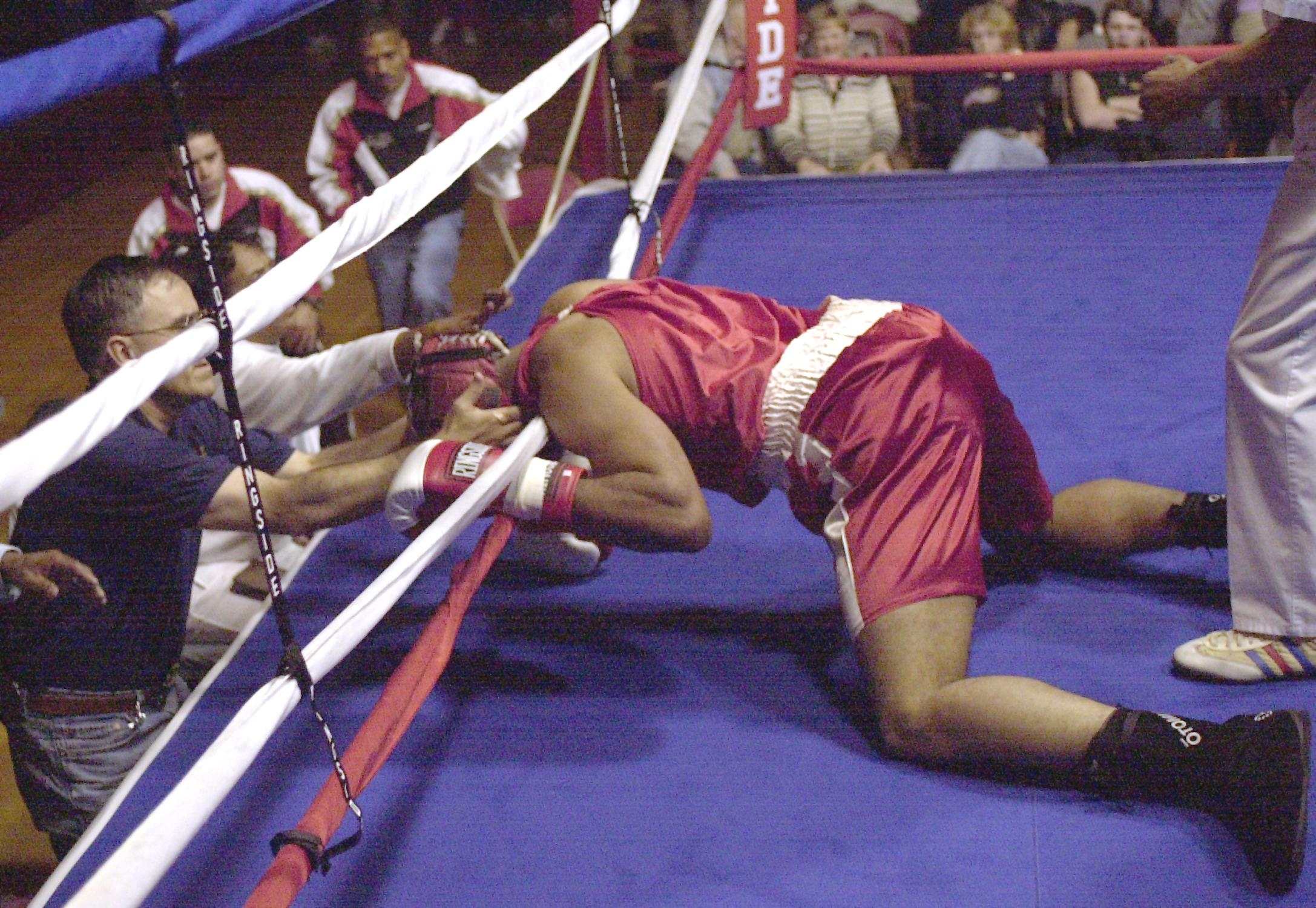
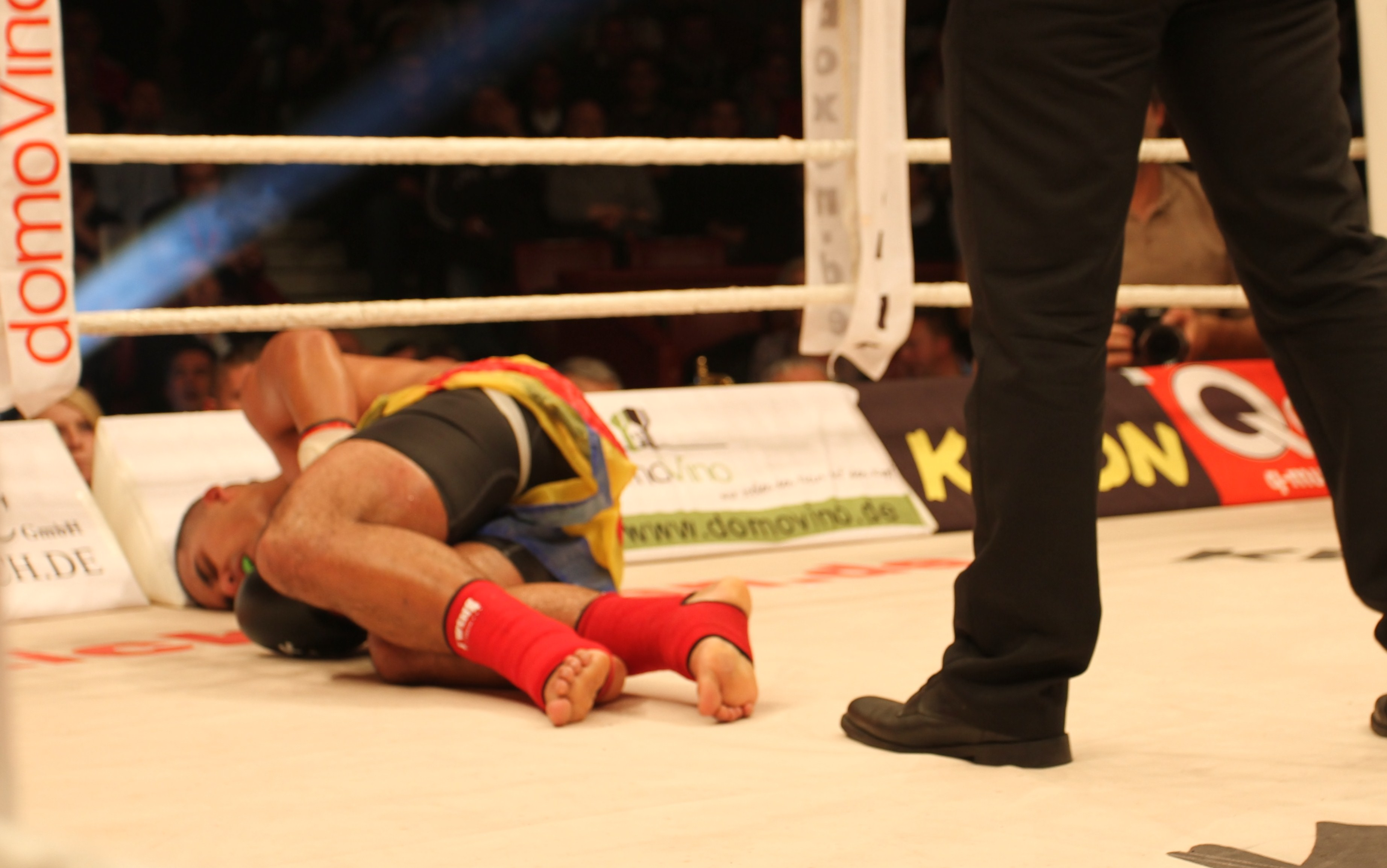

Нокаутирующий удар
Нокаут
Исторические моменты

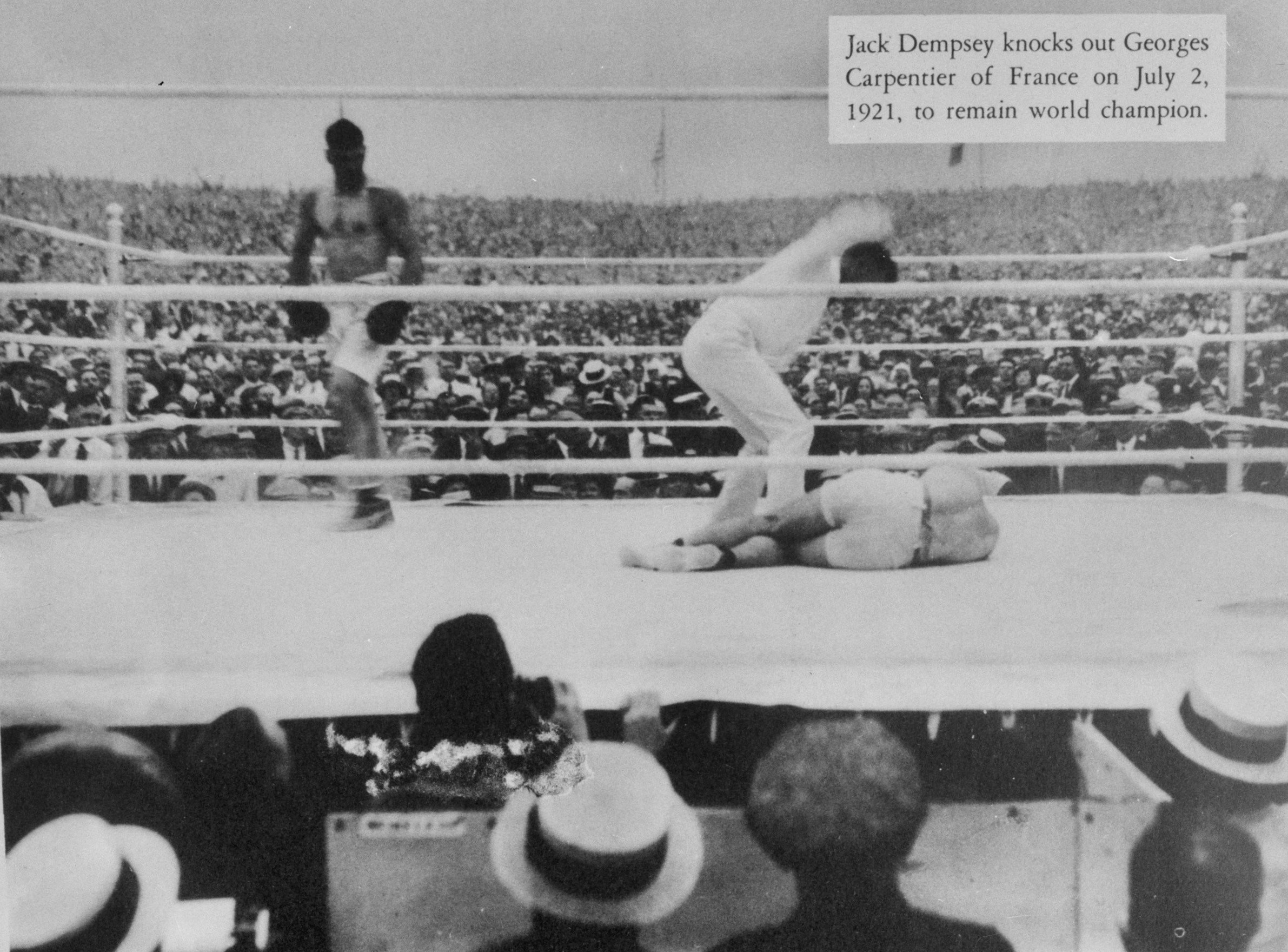
Джек Демпси против Жоржа Карпентье
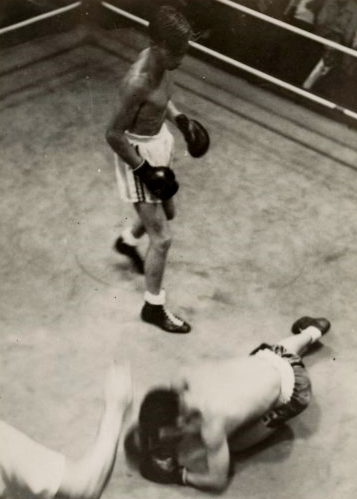
Джимми Каррутерс против Боба Скривано
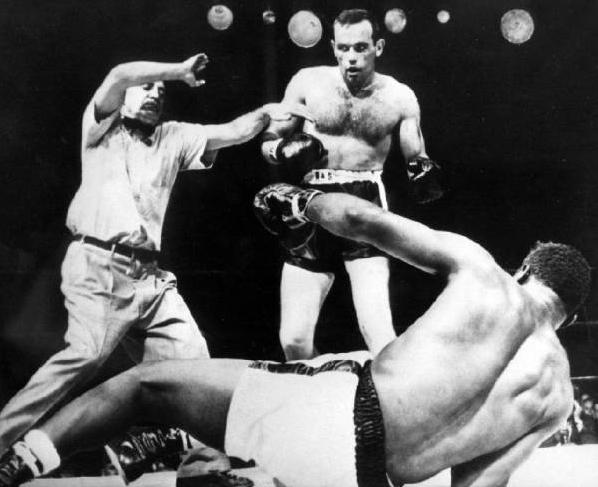
Ингемар Йоханссон против Флойда Паттерсона
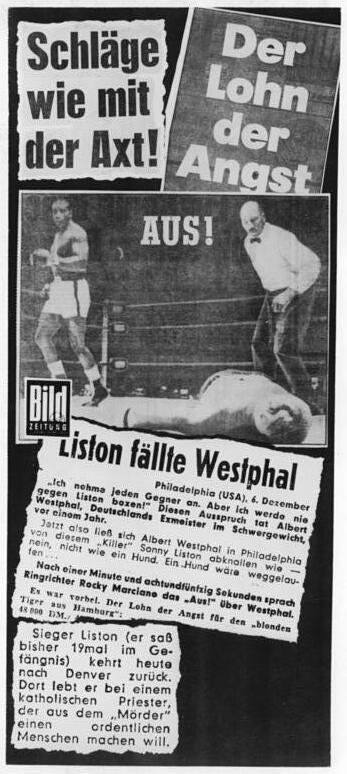
Сонни Листон против Альберта Вестфаля
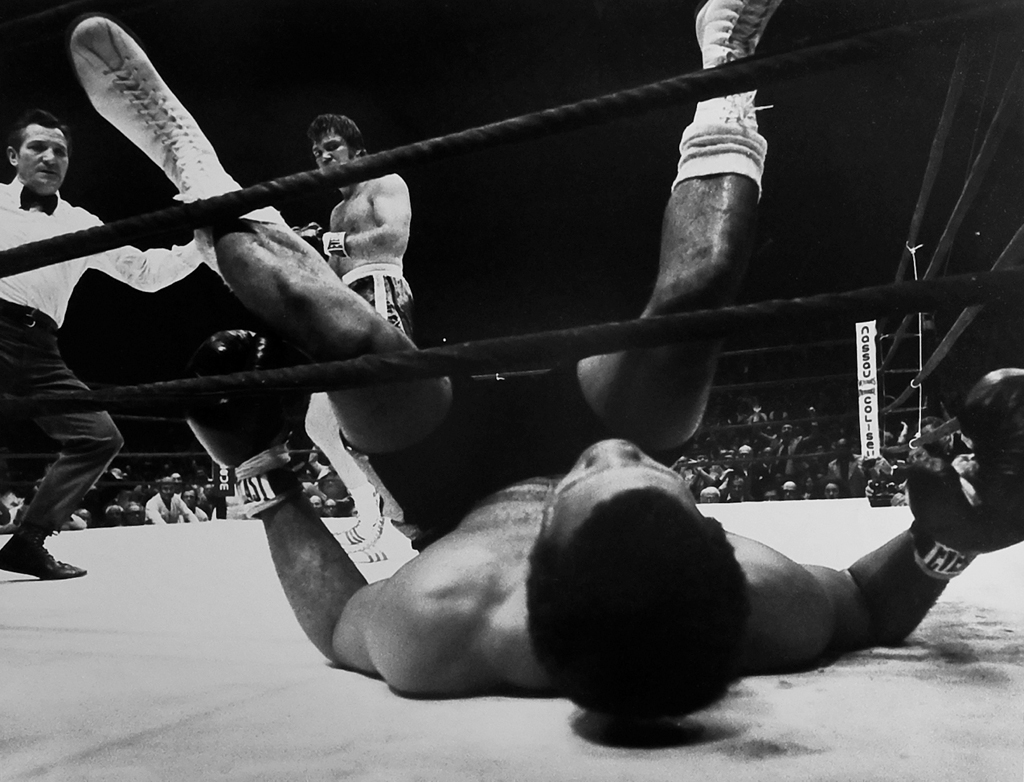
Джерри Куорри против Джо Александера

В искусстве

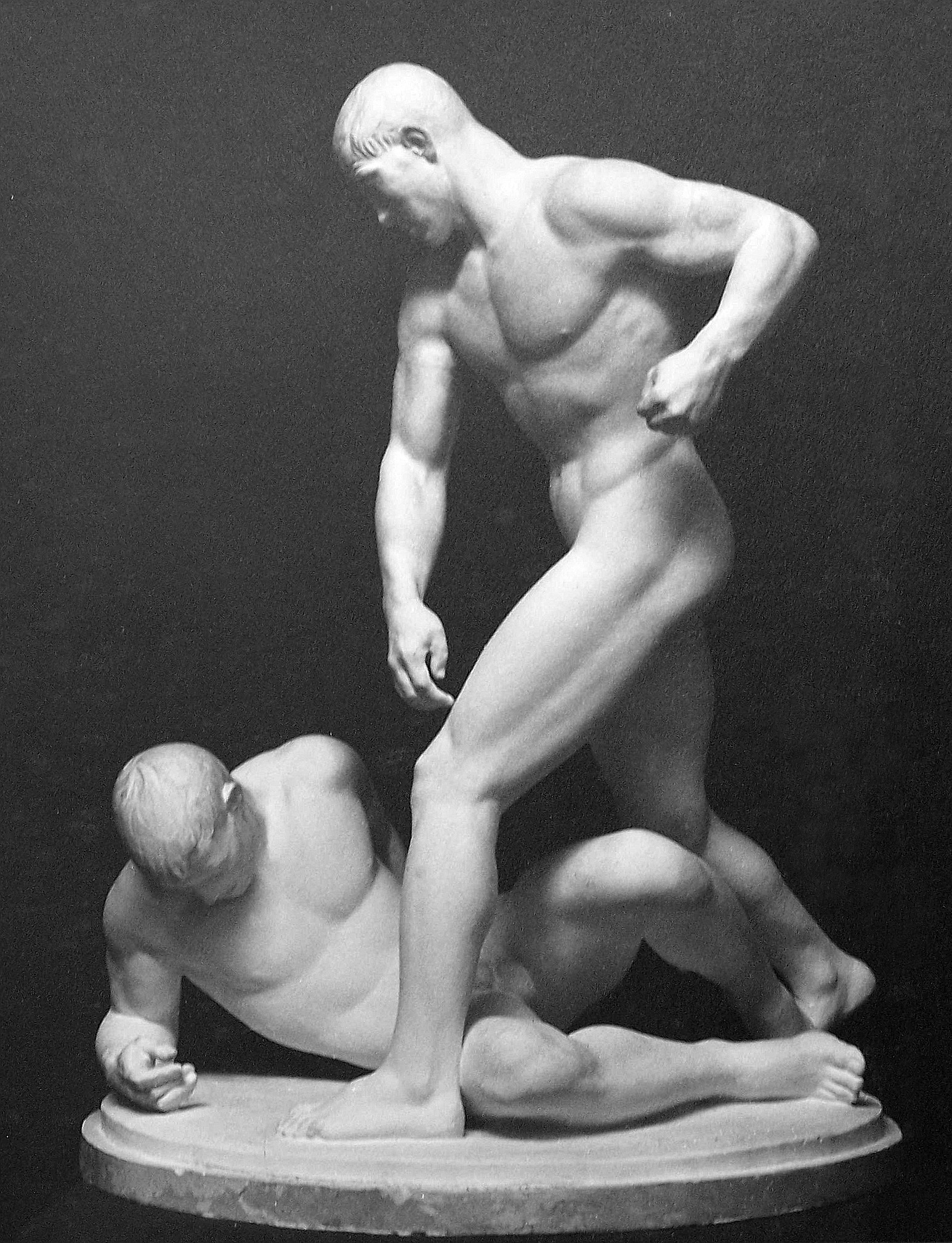
Скульптура Сесила де Блакьера Говарда
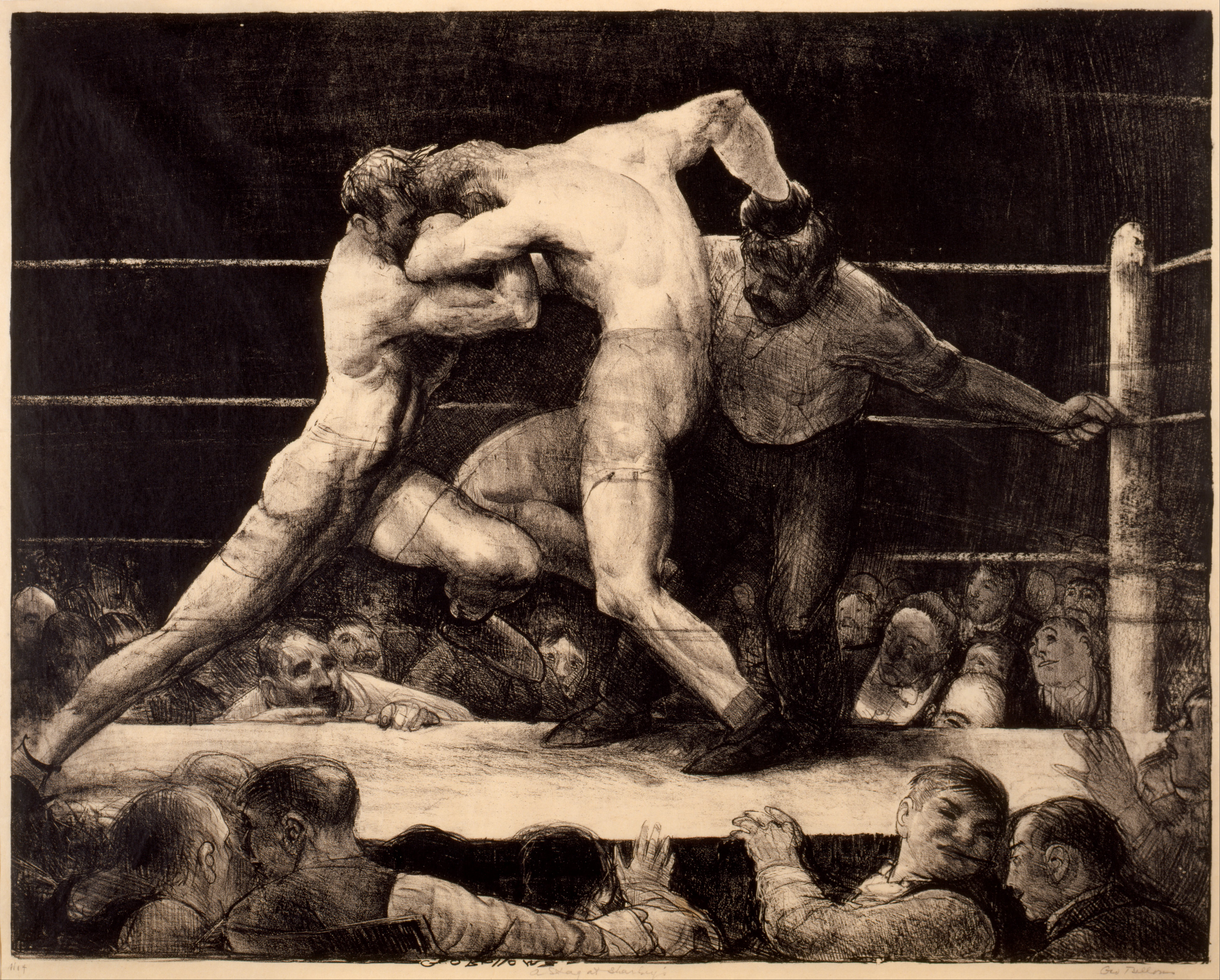
Картина Джорджа Уэсли Беллоуза
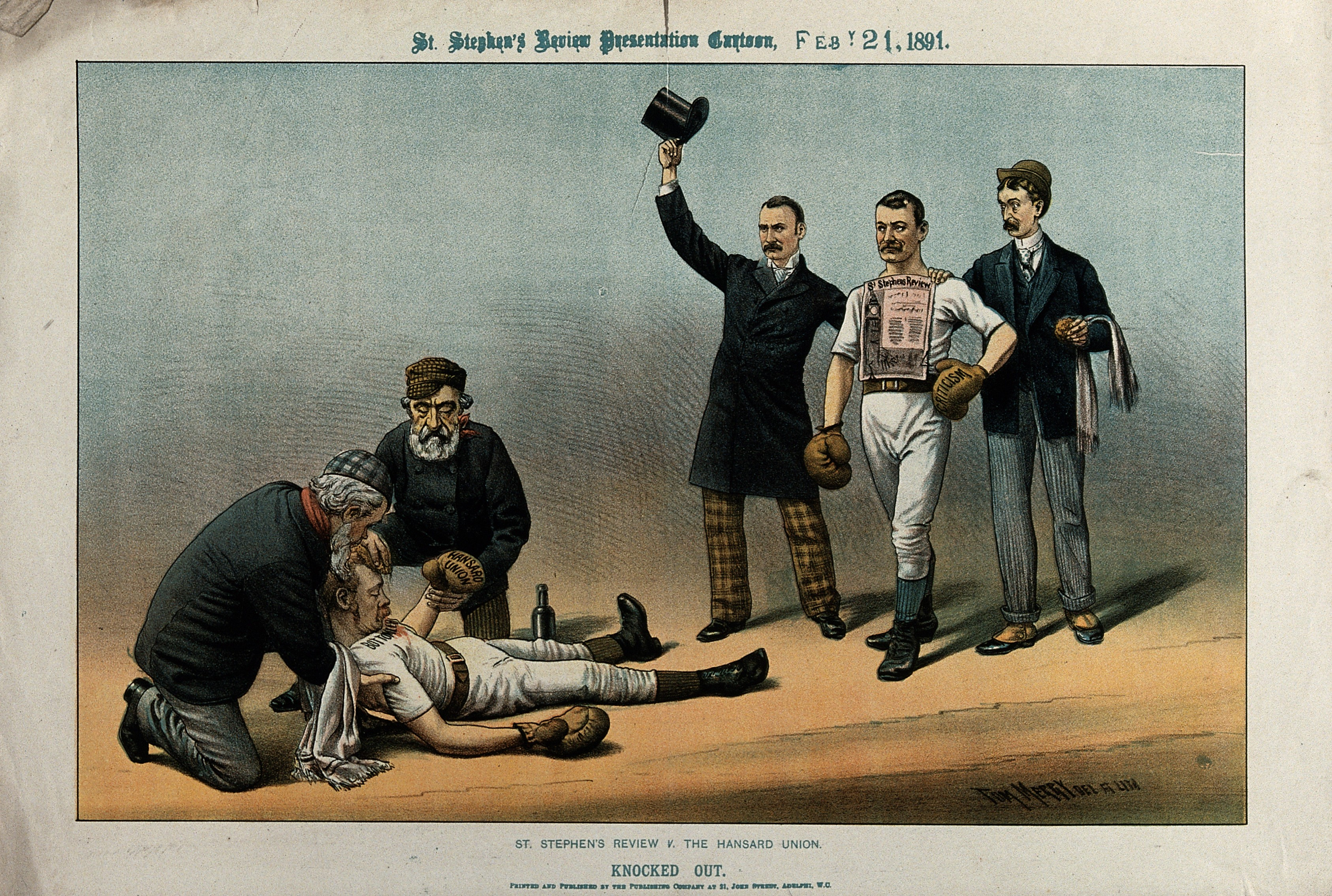
Рисунок Тома Мэрри
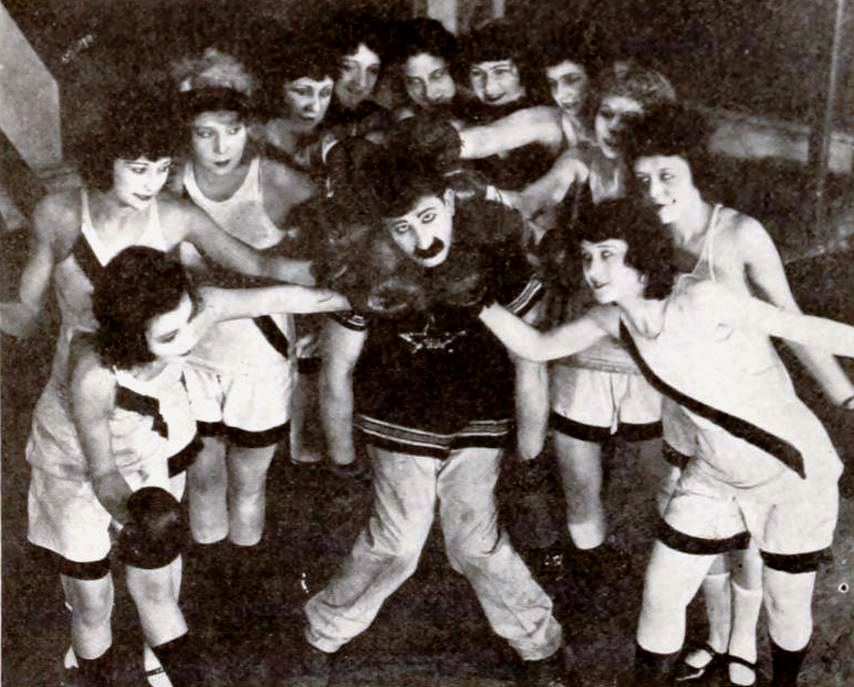
Постановочный кадр фильма с Хэнком Манном в главной роли
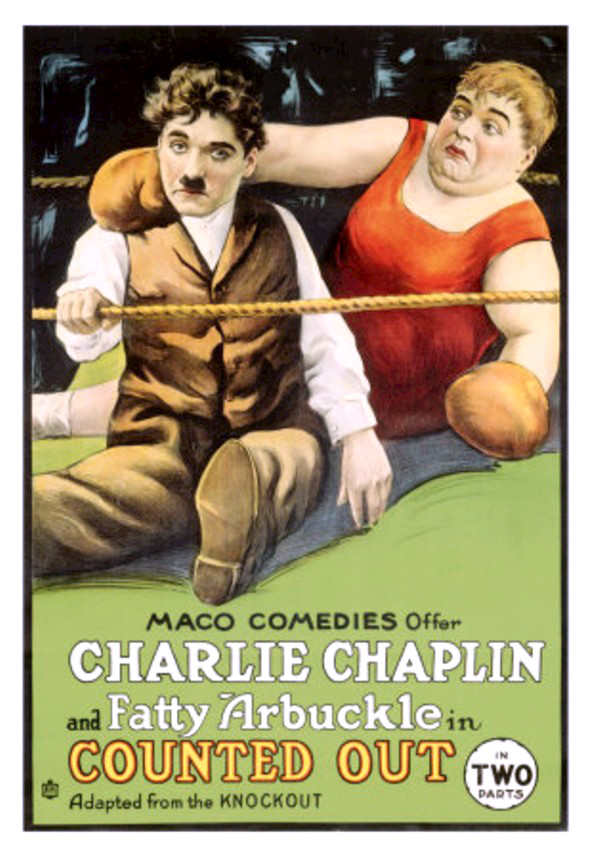
Плакат к фильму с Чарли Чаплином в главной роли
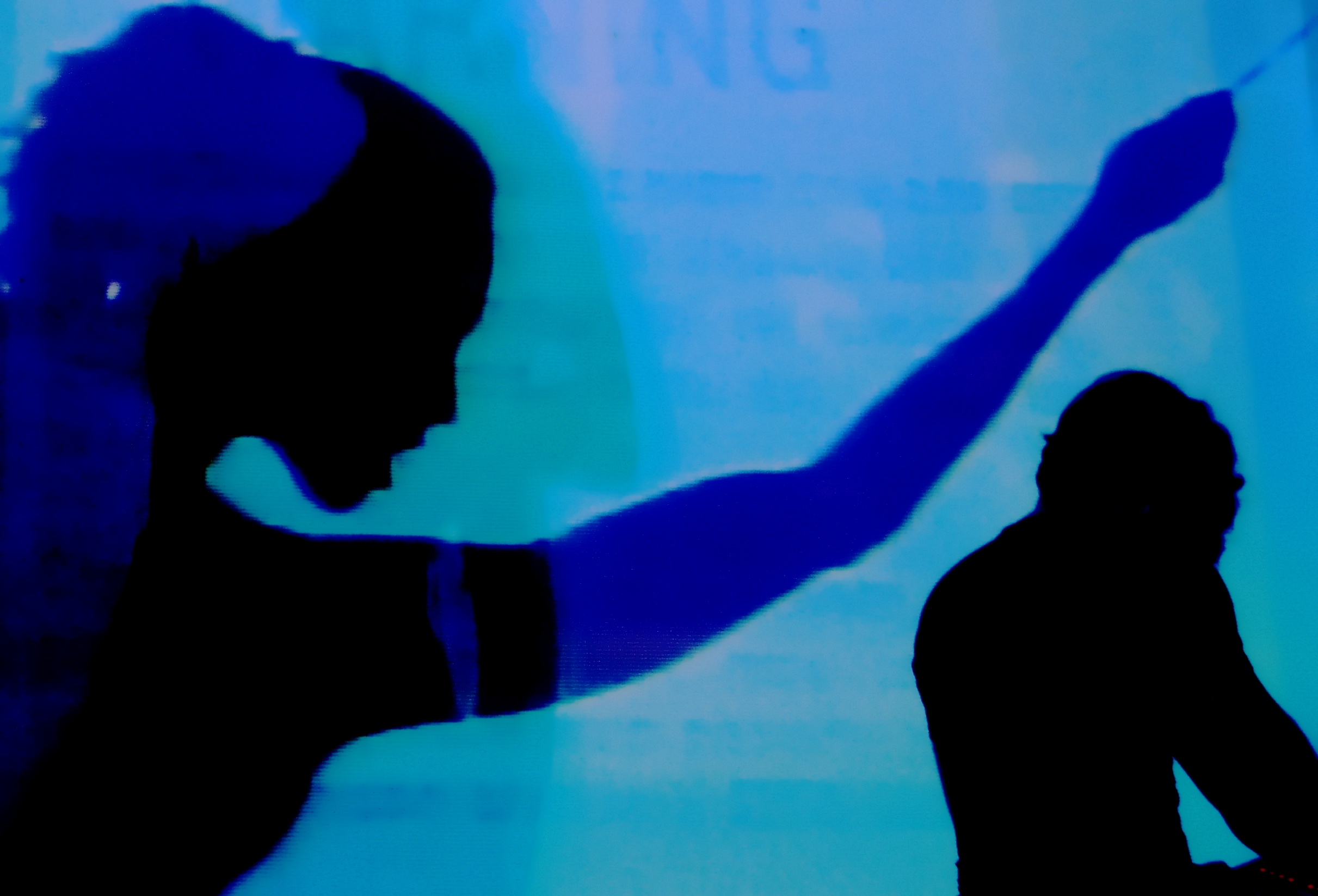
Обложка альбома Mama Said Knock You Out
Граффити